# David Hendrik Chassé
David Hendrik Chassé (Tiel, 18 marzo 1765 – Breda, 2 maggio 1849) è stato un generale olandese che combatté sia per sia contro Napoleone Bonaparte.
Comandò la 3ª divisione olandese che intervenne in un momento cruciale della battaglia di Waterloo. Nel 1830 bombardò la città di Anversa, nonostante fosse il comandante della sua cittadella durante la rivoluzione belga.

## Biografia

### Origini
Chassé era figlio di Carel Johan Chassé, discendente di un'antica famiglia ugonotta e membro dell'esercito della repubblica delle Sette Province Unite, e di Maria Johanna Helena Schull. Il 10 novembre 1786 sposò Johanna Adriana van Nieuwenhoven, dalla quale divorziò nel 1795. Nel secondo matrimonio sposò la vedova inglese Elisabeth Irish, il 12 aprile 1796. Ebbero un figlio, ma anche questo matrimonio terminò con un divorzio nel 1816.

### Inizio della carriera
Chassé si arruolò nell'esercito olandese nel 1775 quando aveva dieci anni, come cadetto nel reggimento del padre. Fu promosso sottotenente nel 1781. Si congedò nel 1786 a causa della simpatia per il partito patriottico e della sua opposizione al regime aristocratico dello statolder Guglielmo V di Orange-Nassau. Divenne capitano nei freikorps patriottici, difendendo Muiden e Weesp dagli invasori prussiani che rimisoer al potere Guglielmo nel 1787. Dato il suo coinvolgimento nella rivolta fu esiliato in Francia, come molti altri patrioti. Un altro motivo per l'espatrio era quello di aver ucciso un uomo in duello.
Nel 1788 Chassé ricevette la nomina a tenente nell'esercito reale francese. Dopo la rivoluzione del 1789 prese parte alle campagne delle guerre rivoluzionarie francesi come capitano della Légion franche étrangère (libera legione straniera). Fu ferito al braccio destro nel 1794, il che gli rese difficile scrivere per il resto della vita. Come tenente colonnello conquistò la fortezza di Zaltbommel nel gennaio 1795, poco prima della caduta della repubblica olandese.

### Repubblica Batava e Regno d'Olanda
Chassé si mise quindi al servizio della repubblica Batava come comandante di un reggimento di fanteria leggera. Solitamente comandava una guarnigione, ma nel 1799 fece parte dell'esercito franco-olandese che cacciò dall'Olanda Settentrionale gli anglo-russi. All'inizio del XIX secolo comandò reggimenti durante le campagne francesi in Germania settentrionale, a cui presero parte i batavi. Viene citato in dispacci riguardanti l'assedio di Würzburg del 1810. Nel 1803 fu promosso colonnello, e nel 1806 maggior generale del regno d'Olanda.
Re Luigi Bonaparte lo mise al comando della brigata olandese (parte della divisione Leval) che il fratello Napoleone inviò in Spagna nel 1808. Per quanto fatto in quell'aspra guerriglia nelle battaglie di Pancorbo (meglio nota ai francesi come Durango; 1808), Mesas de Ibor (1809), Talavera (1809), Almonacid (1809) e Ocaña (1809; dove assunse il comando della divisione Leval), re Luigi lo nominò barone il 1º luglio 1810, una settimana prima che Napoleone annettesse il regno d'Olanda all'impero francese. Come molti altri olandesi, Chassé si offese per questa annessione, tanto che si rifiutò di accettare l'attestato con cui Napoleone il 30 giugno 1811 lo nominava barone dell'impero. Nonostante tutto continuò a servire l'esercito imperiale.

### Esercito francese
Fu nominato generale di brigata, ed operò in Spagna agli ordini di Jean-Baptiste Drouet d'Erlon. Qui combatté la battaglia di Vitoria e la battaglia di Maya, in cui salvò l'esercito francese. Per questo gli fu assegnata la legion d'onore e fu sostenuto da d'Erlon per la promozione a tenente generale. Napoleone le chiamava affettuosamente "général baionette" per la ferocia e la predilezione per gli assalti con la baionetta.
Nel 1814 Chassé venne trasferito in Champagne, un teatro di guerra in cui si unì alla divisione Boyer come comandante della 2ª brigata. Combatté le battaglie di Bar-sur-Aube e Arcis-sur-Aube, in cui fu ferito. Il 3 aprile 1814 diresse la difesa di Sens. Dopo la caduta di Parigi e la prima abdicazione di Napoleone chiese di essere esonerato dal servizio militare. Gli fu concesso il congedo con il grado di tenente generale il 6 ottobre 1814.
Tornò in Olanda dove ridivenne indipendente. Il principe Guglielmo I dei Paesi Bassi era ansioso di avvalersi dei servizi di un generale tanto esperto, e non aveva dubbi riguardo alla sua lealtà. Chassé fu nominato maggior generale dell'esercito reale olandese il 22 ottobre 1814. Fu messo a capo della 3ª divisione Olanda il 25 marzo 1815, e promosso tenente generale il 21 aprile.

### Battaglia di Waterloo
Nella battaglia di Waterloo la 3ª divisione di Chassé fece parte del I corpo olandese del principe di Orange, nel centrodestra dell'esercito anglo-alleato del duca di Wellington. Dato che Wellington era stato spesso avversario di Chassé in Spagna non riponeva fiducia in lui, e la 3ª divisione rimase in riserva dietro l'ala destra.
Alla 3ª divisione fu ordinato di avanzare nella fase finale della battaglia, quando Napoleone portava i suoi disperati attacchi con le guardie imperiali. Il micidiale fuoco d'artiglieria a cavallo del capitano Carel Frederik Krahmer de Bichin, e l'attacco con le baionette della brigata di Detmers (parte della divisione) su iniziativa di Chassé, respinsero l'attacco della guardia francese mettendola in rotta. Nonostante si sia trattato del punto di svolta della battaglia, Chassé non viene citato nei dispacci di Wellington, come molti altri. Chassé espresse il proprio fastidio in una lettera indirizzata a Lord Hill poco dopo la battaglia, ricevendone una rispostaq conciliatoria che ne riconosceva l'importante contributo. Per quanto fatto nella battaglia, Chassé fu nominato cavaliere commendatore dell'Ordine Militare di Guglielmo l'8 luglio 1815.

### Rivoluzione belga
Dopo Waterloo a Chassé furono assegnati numerosi alti incarichi. Dopo l'inizio della rivoluzione belga sostituì il 17 ottobre 1830 il principe Federico d'Orange-Nassau come comandante in capo delle forze olandesi in Belgio. Il giorno dopo ordinò la ritirata verso l'area fortificata attorno ad Anversa. Come comandante della cittadella di Anversa ordinò il bombardamento della città in seguito ad un incidente, la cui causa precisa è tuttora in discussione. Era il 27 ottobre 1830. Qualunque fosse il motivo, la grossa perdita di vite tra i civili in seguito al bombardamento fu difficile da giustificare. Il risentimento tra i civili di Anversa permise di perdere la città per la causa olandese.
Nonostante questo la cittadella rimase in mano agli olandesi, e Chassé ne fu ancora il comandante. Nel 1832 (ormai generale) comandò una guarnigione di 5000 olandesi contro l'assedio portato dai 50000 francesi del maresciallo Gérard. Nonostante la superiorità numerica ed il fatto che la cittadella fosse bombardata giorno e notte dai francesi, la guarnigione resistette per venti giorni prima che Chassé fosse obbligato ad arrendersi. Questo gli valse il titolo di Cavaliere di Gran Croce dell'Ordine Militare di Guglielmo, e l'ammirazione dei francesi che lo imprigionarono a Saint Omer trattandolo bene. Fu liberato come prigioniero di guerra nel giugno 1833, e nominato governatore della fortezza di Breda quello stesso mese.
Dopo la pace firmata col Belgio nel 1839, Chassé si ritirò definitivamente. Inizialmente gli fu promesso lo stipendio da generale per il resto della vita, ma fu in seguito ridotto a normale pensione dopo i problemi economici del 1841. Re Guglielmo I lo nominò membro a vita della Prima Camera degli Stati Generali nel 1839 (il che per qualche tempo ne aumentò le entrate), ma dopo l'abolizione della carica a vita in seguito alle riforme costituzionali del 1848 perse la rendita. Fu in seguito costretto a vendere i suoi amati cavalli.
Chassé morì pochi mesi dopo, all'età di 84 anni. Viveva quasi da solo al momento della morte, dato che l'unico figlio era già morto. I suoi parenti rifiutarono il funerale di Stato, secondo le sue volontà. Fu sepolto a Ginneken, oggi parte di Breda, in una tomba molto modesta.